# 2G

GSM架構

第二代移动通信技術，簡稱2G（Second Generation）。相對於前一代直接以類比式的方式進行語音傳輸，2G行動通訊系統對語音係以數位化方式傳輸，除具有通話功能外，某些系統並引入了簡訊功能。在某些2G系統中也支持資料傳輸與傳真，但因為速度緩慢，只適合傳輸量低的電子郵件、軟體等資訊。直到發明3G出來取代2G。
2G技術基本上可依照採用的多路复用(Multiplexing)技術形式分成兩類：一種是基於TDMA所發展出來的系統，以GSM为代表；另一種則是基於CDMA所發展出來的系統。
主要的第二代手機通訊技術規格標準有：
- GSM：以TDMA為基礎所發展、源於歐洲、目前已全球化。
- IDEN：以TDMA為基礎所發展、美國獨有的系統。被美國電信系統商Nextell使用。
- IS-136﹙也叫做D-AMPS﹚：基於TDMA所發展，是美國最簡單的TDMA系統，用於美洲。
- IS-95﹙也叫做cdmaOne﹚：基於CDMA所發展、是美國最簡單的CDMA系統、用於美洲和亞洲一些國家。
- PDC(Personal Digital Cellular)：基於TDMA所發展，僅在日本普及。

在美國所使用的2G GSM系統通常稱為PCS(Personal Communications Service)，即採用1900MHz頻段的GSM1900，頻段異於歐洲所採用的GSM900（原始GSM頻段）與GSM1800（原稱PCN）。

## 規格概要

### 容量
在手机与基站间使用数字信号增加了系统容量，主要体现在这两个方面：
- 通过使用不同的编码技术，数字信号可被比模拟信号更有效地压缩与编码，从而允许在同一带宽中传播更多的信号。
- 数字系统减少了手机发射信号所需要的能量，这意味着蜂窝网络需要变得更小，所以相同的面积需要部署更多的蜂窝，因为基站与手机的廉价使这一切成为了可能。

### 劣势
- 在人口较少的区域，微弱的手机信号可能无法有效到达基站，这个问题对于在较高频率工作的2G系统尤为明显，对在低频工作的2G系统并不是那么明显。在不同的国家，对于2G的可部署位置，也有着截然不同的法规。
- 数字信号是有损压缩，而模拟信号是无损压缩。

### 优势
- 数字信号通过降噪技术，较少受到白噪声和背景噪声的干扰。

## 停用
为了将2G网络的频谱等资源转予5G等新建网络使用，许多运营商已经开始或计划逐步停用2G网络，并将在网用户转移至其他网络。

### 新加坡
新加坡在2017年4月1日正式停用2G訊號。

### 臺灣
臺灣在2017年6月30日正式停用2G訊號。

### 澳門
澳門在2019年9月30日正式停用2G訊號。

### 香港
香港主流的2G服務是GSM制式。和記電話曾同時提供cdmaOne和GSM服務，電訊盈科（其後收購CSL，並將流動電話業務併合至CSL）則曾向海外來港漫遊用戶提供cdmaOne服務，訊聯電信（其後合併至CSL）則曾提供D-AMPS服務，惟cdmaOne制式及D-AMPS制式兩者均因客戶不足而終止服務，自此之後所有電訊商均只採用GSM作為2G制式，並且經過一輪合併潮後餘下四間持有頻譜的電訊商。根據通訊事務管理局的要求，電訊商如欲終止2G服務，需事先取得該局的批准。目前四間電訊商當中，有三間已終止GSM 2G服務，尚餘中國移動香港繼續提供GSM 2G服務。
- 訊聯電信/CSL（D-AMPS）：因客戶不足，不獲電訊管理局延續其牌照，於2005年終止服務。
- 和記電話（cdmaOne）：因客戶不足，不獲電訊管理局延續其牌照，於2008年終止服務。
- 電訊盈科/CSL（cdmaOne）：於2008年取得牌照，惟一直未有推出本地市場，只對海外來港漫遊用戶提供服務。於2018年與CDMA2000 3G服務同時終止。
- 和記電話（GSM）：於2021年9月30日起終止服務。[1]
- 數碼通（GSM）：於2022年10月14日起終止服務。[2]
- CSL：（GSM）於2024年11月8日起終止服務。[3]

## 参看
- 0G
- 1G
- 2.5G
- 2.75G
- 3G
- 3.5G
- 3.75G
- 4G
- 5G

1. ↑  .   [2024-08-03]. （原始内容存档于2024-08-03）.
2. ↑  .   [2024-08-03]. （原始内容存档于2024-08-03）.
3. ↑  .   [2024-08-03]. （原始内容存档于2024-08-03）.